# Mammillaria gigantea
Mammillaria gigantea (укр. Мамілярія гігантеа, Мамілярія гігантська, Мамілярія величезна) —сукулентна рослина з роду мамілярія (Mammillaria) родини кактусових (Cactaceae).

## Ареал

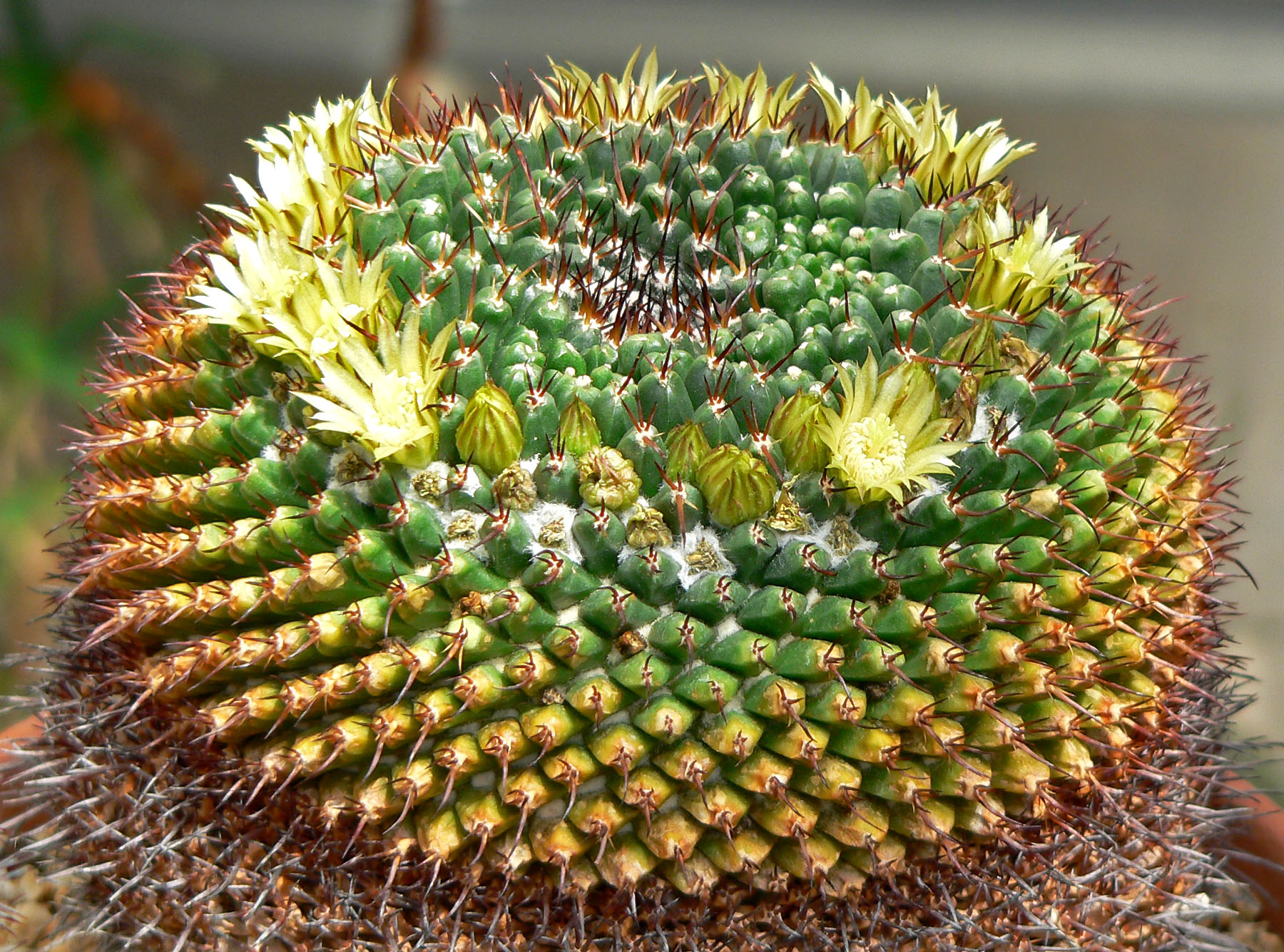
Mammillaria gigantea subsp. flavovirens вважають синонімом Mammillaria magnimamma

Енденмічна рослина Мексики. Ареал розташований у штатах Ґуанахуато, Дуранго, Сан-Луїс-Потосі і Керетаро, на висоті від 1 750 до 2 400 метрів над рівнем моря).

## Морфологічний опис
Це один з найбільших видів роду Mammillaria, який самотньо зростає і досягає в природі до 25 см в діаметрі або більше.
Рослини поодинокі.
| Орган              | Опис |
| Коріння            | |
| Стебло             | знижено-кулясте, заввишки 9-10 см, в діаметрі 15-17 см. |
| Епідерміс          | синьо-зелений. |
| Маміли             | тупі, прямі, пірамідальні, чотирьох-кутові, з молочним соком. |
| Ареоли             | |
| Аксили             | вкриті пухом. |
| Центральні колючки | 4-6, міцні (набагато міцніші ніж радіальні колючки), темно-жовтуваті, з віком стають коричневими (в описі Пілбіма — пізніше стають жовтувато-коричневими, до майже чорних), до 20 мм завдовжки, найнижча колючка — найдовша. |
| Радіальні колючки  | близько 12, маленькі, голчасті, білі, до 3 мм завдовжки. |
| Квіти              | жовтувато-зелені, до 15 мм завдовжки і в діаметрі. |
| Бутони             | |
| Зовнішні пелюстки  | |
| Внутрішні пелюстки | |
| Тичинки            | |
| Маточка            | |
| Плоди              | блідо-рожеві до зелених. |
| Насіння            | коричневе. |

## Утримання в культурі
У культурі Mammillaria gigantea досягає таких великих розмірів досить повільно.

## Охоронні заходи
Mammillaria gigantea входить до Червоного списку Міжнародного союзу охорони природи видів, даних про які недостатньо (DD). Лісозаготівлі можуть мати вплив на субпопуляції, але необхідні подальші дослідження для визначення чисельності цього виду і можливі причини значного його скорочення.
Охороняється Конвенцією про міжнародну торгівлю видами дикої фауни і флори, що перебувають під загрозою зникнення (CITES).

## Синоніми
- Neomammillaria hamiltonhoytea Bravo, 1931
- Mammillaria hamiltonhoytea (Bravo) Werdermann ex Backeb., 1931
- Mammillaria armatissima R.T.Craig, 1945
- Mammillaria ocotillensis R.T.Craig, 1945
- Mammillaria hastifera Krainz & Keller, 1946
- Mammillaria saint-pieana Backeb. ex Mottram, 1980